# Spor af tid
|  | Denne artikel er oprettet af botten Steenthbot ud fra en ekstern database. Den kan derfor have sproglige fejl eller mangler. Denne skabelon kan fjernes efter kontrol af indholdet. |

Spor af tid er en dansk eksperimentalfilm fra 1995 instrueret af Mikkel Eskjær og efter manuskript af Niels Lyster og Mikkel Eskjær.

## Handling
Hvor befinder tiden sig? Hvor findes dét som er passeret, og det som vil hænde, og hvor er tiden i det , jeg oplever nu? Hvorledes er det muligt at indfange tidens foranderlige natur? En refleksion over Augustinus' fascinerende behandling af tidens tredelte natur, hvor tidens karakter af fortid, nutid og fremtid alle er udtryk for en uforklarlig samtid i den oplevede bevidsthed.